# Кубок Югославської федерації з футболу 1927
Кубок Югославської федерації з футболу 1927 (сербохорв. Kup Jugoslavenskog nogometnog saveza 1927) — четвертий розіграш кубка югославської федерації, що проводився у 1924—1927 роках. Раніше називався Кубок короля Олександра, але після того, як збірна Загреба здобула навічно королівський трофей, турнір отримав таку назву. Участь у змаганнях брали збірні найбільших міст Югославії. Переможцем змагань вперше стала збірна міста Белград.

## Учасники
- Збірна футбольної асоціації Белграда
- Збірна футбольної асоціації Загреба
- Збірна футбольної асоціації Осієка
- Збірна футбольної асоціації Любляни
- Збірна футбольної асоціації Сараєво
- Збірна футбольної асоціації Спліта
- Збірна футбольної асоціації Суботиці

## Чвертьфінал
Збірна Любляни пройшла далі без гри.
Збірна Спліта — Збірна Суботиці — 0:3 (технічна перемога)
Федерація перенесла матч зі Спліта в Загреб. Представники Спліту не погодились з таким рішенням і в знак протесту не прибули на гру.
| 24 липня 1927 |

| Збірна Белграда | 8:2 | Збірна Сараєво                   |
| --- | --- | -------------------------------- |
| Милорад Драгичевич 11', 48', Бранислав Хрньїчек 25' Кузман Сотирович 33' 65' Момчило Йоксимович 37' 66' Благоє Мар'янович 82' |     | 43' Ванек 75' (пен.) Віктор Гетц |

| «Єдинство», Белград Арбітр: Іво Бабич (Загреб) |

Белград: Милорад Ілич, Милутин Івкович, Бранко Петрович, Любиша Стефанович, Петар Лончаревич, Стоян Попович, Момчило Йоксимович, Кузман Сотирович, Милорад Драгичевич, Благоє Мар'янович, Бранислав Хрньїчек
Сараєво: Векослав Гілянович, Степан Беванда, Чубедич, Карло Ян, Йосип Булат, Дорфер, Філіп Томичич, Ванек, Фердинанд Гетц, Віктор Гетц, Степан Кьоніг 
| 24 липня 1927 |

| Збірна Осієка                      | 2:5 | Збірна Загреба                                                                                      |
| ---------------------------------- | --- | --------------------------------------------------------------------------------------------------- |
| Бранко Андучич 35' Йосип Сівек 69' |     | 21' Нікола Бабич 43' Егідіо Мартинович 68' Бранко Зиная 82' Еміл Першка 88' (аг.) Владимир Банчевич |

| Осієк Глядачів: 2 000 Арбітр: Станойло Йокшич (Белград) |

Осієк: Владимир Банчевич, Фране Росман, Аладар Ніттінгер, Фране Буйгер, Рудольф Фунделич, Йомип Фельд, Владимир Піхлер, Йосип Сівек, Степан Матошевич, Бранко Андучич, Адольф Єлачич
Загреб: Максиміліан Михелчич, Кох, Еуген Дасович, Кріж, Даніель Премерл, Рудольф Хитрець, Бранко Зиная, Егідіо Мартинович, Еміл Першка, Нікола Бабич, Драгутин Бабич

## Півфінал
| 4 вересня 1927 |

| Збірна Белграда                                                                    | 5:0 | Збірна Любляни |
| ---------------------------------------------------------------------------------- | --- | -------------- |
| Благоє Мар'янович 1' Драгутин Найданович 28' Іван Бек 30' (пен.) Стоянович 48' 79' |     |                |

| «Югославія», Белград Глядачів: 4 000 Арбітр: Єлачич (Осієк) |

Белград: Милорад Глигорьєвич, Милутин Івкович, Милорад Митрович, Милорад Арсеньєвич, Сава Маринкович, Стоян Попович, Іван Бек, Кузман Сотирович, Стоянович, Благоє Мар'янович, Драгутин Найданович
Любляна: Йосип Ерман, Йосип Плеш, Герман Сламич, Бранко Веровшек, Іван Деклева, Ладислав Жупанчич, Янко Шишка, Адольф Ерман, Франц Чебогин, Еміл Уршич, Миодраг Доберлет
| 4 вересня 1927 |

| Збірна Загреба                              | 4:5 | Збірна Суботиці                                                      |
| ------------------------------------------- | --- | -------------------------------------------------------------------- |
| Славин Циндрич 15' 24' Еміль Першка 32' 70' |     | 11' Янош Хорват 34' (пен.) Йосип Ковач 63' Варга 80' 87' Мілан Бецич |

| Загреб Арбітр: Божо Недоклан (Спліт) |

Загреб: Пілко, Драгутин Бабич, Франьо Мантлер, Рудольф Хитрець, Даніель Премерл, Остерманн, Бранко Зиная, Егідіо Мартинович, Еміл Першка, Славин Циндрич, Нікола Бабич
Суботиця: Геза Шифлиш, Милош Белеслин, Алоїз Вейсс, Копилович, Михайло Хельд, Ладислав Ордьог, Варга, Йосип Ковач, Мілан Бецич, Янош Хорват, Золтан Інотаї

## Фінал
| 18 вересня 1927 |

| Збірна Белграда                                                  | 3:0 | Збірна Суботиці |
| ---------------------------------------------------------------- | --- | --------------- |
| Момчило Йоксимович 26' Стеван Лубурич 63' Милорад Драгичевич 81' |     |                 |

| Арбітр: Адольф Єлачич (Осієк) |

Белград: Милорад Глигорьєвич, Милутин Івкович, Милорад Митрович, Милорад Арсеньєвич, Сава Маринкович, Стоян Попович, Благоє Мар'янович, Момчило Йоксимович, Стеван Лубурич, Милорад Драгичевич, Франьо Гілер
Суботиця: Геза Шифлиш, Милош Белеслин, Алоїз Вейсс, Копилович, Михайло Хельд, Ладислав Ордьог, Кікич, Йосип Ковач, Мілан Бецич, Янош Хорват, Золтан Інотаї

## Склад чемпіона
Збірна Белграда:
- воротарі: Милорад Глигорьєвич (2), Милорад Ілич (1) (обидва — БСК);
- захисники: Милутин Івкович (3), Бранко Петрович (1) (обидва — «Югославія»), Милорад Митрович (2) (БСК)
- півзахисники: Стоян Попович (3) («Югославія»), Милорад Арсеньєвич (2), Сава Маринкович (2) (обидва — БСК), Петар Лончаревич (1), Любиша Стефанович (1) (обидва — «Єдинство»)
- нападники: Благоє Мар'янович (3.2), Милорад Драгичевич (3.3), Кузман Сотирович (2.2), Драгутин Найданович (1.1), Іван Бек (1.1) (усі — БСК), Момчило Йоксимович (2.3), Бранислав Хрньїчек (1.1), Стеван Лубурич (1.1) (усі — Югославія), Стоянович (1.2) («Єдинство»), Франьо Гілер (1) («Граджянскі» Сремска-Митровиця)

## Найкращі бомбардири
|    | Гравець            | Команда | Голів |
| -- | ------------------ | ------- | ----- |
| 1° | Милорад Драгичевич | Белград | 3     |
|    | Момчило Йоксимович | Белград | 3     |
|    | Еміль Першка       | Загреб  | 3     |